# Mistrovství světa juniorů v ledním hokeji 1981
Mistrovství světa juniorů v ledním hokeji 1981 se konalo 27. prosince 1980 až 2. ledna 1981 v západoněmeckých městech Füssen, Kaufbeuren, Augsburg, Landsberg, Kempten a Oberstdorf .

## Výsledky

### Modrá skupina
27.12.1980

Švédsko - SRN 7:3 (3:2, 2:0, 2:1)

Finsko - USA 8:1 (0:0, 5:1, 3:0)

28.12.1980

Finsko - SRN 8:6 (3:1, 4:3, 1:2)

Švédsko - USA 10:2 (0:1, 6:1, 4:0)

30.12.1980

Švédsko - Finsko 2:1 (0:1, 2:0, 0:0)

SRN - USA 4:2 (1:0, 1:0, 2:2)
| Tým        | Z | V | R | P | GS | GI | B |
| ---------- | - | - | - | - | -- | -- | - |
| 1. Švédsko | 3 | 3 | 0 | 0 | 19 | 6  | 6 |
| 2. Finsko  | 3 | 2 | 0 | 1 | 17 | 9  | 4 |
| 3. SRN     | 3 | 1 | 0 | 2 | 13 | 17 | 2 |
| 4. USA     | 3 | 0 | 0 | 3 | 5  | 22 | 0 |

### Zlatá skupina
27.12.1980

ČSSR - Kanada 3:3 (1:0, 0:2, 2:1)

SSSR - Rakousko 19:1 (7:0, 8:0, 4:1)

28.12.1980

SSSR - Kanada 7:3 (3:1, 3:0, 1:2)

ČSSR - Rakousko 21:4 (6:1, 6:3, 9:0)

30.12.1980

Kanada - Rakousko 11:1 (1:0, 4:0, 6:1)

SSSR - ČSSR 5:1 (2:1, 0:0, 3:0)
| Tým         | Z | V | R | P | GS | GI | B |
| ----------- | - | - | - | - | -- | -- | - |
| 1. SSSR     | 3 | 3 | 0 | 0 | 31 | 5  | 6 |
| 2. ČSSR     | 3 | 1 | 1 | 1 | 25 | 12 | 3 |
| 3. Kanada   | 3 | 1 | 1 | 1 | 17 | 11 | 3 |
| 4. Rakousko | 3 | 0 | 0 | 3 | 6  | 51 | 0 |

### Finálová skupina
zápasy Švédsko - Finsko (2:1) a SSSR - ČSSR (5:1) za započítávaly ze základní skupiny

31.1.1980

Finsko - SSSR 6:3 (2:0, 3:1, 1:2)

Švédsko - ČSSR 3:3 (1:0, 1:2, 1:1)

2.1.1981

Švédsko - SSSR 3:2 (2:1, 1:1, 0:0)

Finsko - ČSSR 6:6 (2:2, 2:1, 2:3)
| Tým        | Z | V | R | P | GS | GI | B |
| ---------- | - | - | - | - | -- | -- | - |
| 1. Švédsko | 3 | 2 | 1 | 0 | 8  | 6  | 5 |
| 2. Finsko  | 3 | 1 | 1 | 1 | 13 | 11 | 3 |
| 3. SSSR    | 3 | 1 | 0 | 2 | 10 | 10 | 2 |
| 4. ČSSR    | 3 | 0 | 2 | 1 | 10 | 14 | 2 |

### Skupina o udržení
zápasy SRN - USA (4:2) a Kanada - Rakousko (11:1) za započítávaly ze základní skupiny

31.1.1980

Kanada - USA 3:7 (1:2, 2:2, 0:3)

SRN - Rakousko 9:1 (1:0, 5:0, 3:1)

2.1.1981

Kanada - SRN 6:7 (2:5, 3:2, 1:0)

USA - Rakousko 7:2 (2:0, 2:1, 3:1)
| Tým         | Z | V | R | P | GS | GI | B |
| ----------- | - | - | - | - | -- | -- | - |
| 5. SRN      | 3 | 3 | 0 | 0 | 20 | 9  | 6 |
| 6. USA      | 3 | 2 | 0 | 1 | 16 | 9  | 4 |
| 7. Kanada   | 3 | 1 | 0 | 2 | 20 | 15 | 2 |
| 8. Rakousko | 3 | 0 | 0 | 3 | 4  | 27 | 0 |

## Soupisky
Švédsko
Brankáři: Lars Eriksson, Peter Åslin

Obránci: Peter Andersson, Roger Hägglund, Dan Niklasson, Håkan Nordin, Ove Pettersson, Michael Thelvén

Útočníci: Anders Björklund, Jan Erixon, Michael Granstedt, Jan Ingman, Anders Johnson, Peter Madach, Peter Nilsson, Martin Pettersson, Peter Sundström, Patrik Sundström, Jens Öhling.
  Finsko
Brankáři: Kari Takko, Ilmo Uotila

Obránci: Timo Blomqvist, Timo Jutila, Jarmo Kuusisto, Heikki Leime, Jari Munck, Arto Ruotanen, Jyrki Seppä

Útočníci: Tony Arima, Risto Jalo, Pekka Järvelä, Veli-Pekka Kinnunen, Jouni Koutuaniemi, Ari Lähteenmäki, Anssi Melametsä, Sakari Petäjäaho, Juha Saarenoja, Arto Sirviö, Petri Skriko.
  SSSR
Brankáři: Sergej Kostjukin, Jurij Nikitin

Obránci: Oleg Kudrjavcev, Konstantin Kurašov, Alexander Ledovskij, Andrej Ovčinnikov, Igor Stělnov, Vladimir Tjurikov

Útočníci: Andrej Chomutov, Sergej Jašin, Ramil Juldašev, Sergej Kudašov, Sergej Odincov, Michail Panin, Sergej Světlov, Anatolij Semjonov, Jurij Šipycin, Alexander Zacharov, Sergej Zemčenko, Andrej Zemko.
 ČSSR
Brankáři: Václav Fürbacher, Jaroslav Linc

Obránci: Miloslav Hořava, Antonín Stavjaňa, Mojmír Božík, Václav Baďouček, Eduard Uvíra, Miroslav Majerník

Útočníci: Vladimír Svitek, Ján Vodila, Rostislav Vlach, Vladimír Růžička, Tomáš Jelínek, Jaroslav Hauer, Jiří Dudáček, Milan Eberle, Miloš Krayzel, Libor Martínek, František Ibermajer, Milan Razým.
 SRN
Brankáři: Helmut de Raaf, Joseph Heiss

Obránci: Klaus Feistl, Ulrich Hiemer, Franz Jüttner, Rainer Lutz, Andreas Niederberger, Christoph Schödl, Robert Sterflinger

Útočníci: Jürgen Adams, Manfred Ahne, Christoph Augsten, Michael Betz, Franco de Nobili, Klaus Gotsch, Dieter Hegen, Daniel Held, Georg Holzmann, Ferdinand Strodel, Jens Tosse.
 USA
Brankáři: Cleon Daskalakis, Bob O´Connor

Obránci: Pat Ethier, Marc Fusco, Mark Huglen, Dave Jensen, Craig Ludwig

Útočníci: Andy Brickley, Bobby Carpenter, Jim Chisholm, Dan Fishback, Jeff Grade, Steve Griffith, John Johannson, Keith Knight, Ed Lee, Kelly Miller, Greg Moore, Brian Mullen, Greg Olson.
 Kanada
Kanadu reprezentoval klub Cornwall Royals (QMJHL)
Brankáři: Tom Graovac, Corrado Micalef

Obránci: Fred Arthur, Fred Boimistruck, Eric Calder, Bill Campbell, Gilbert Delorme, Craig Halliday, Robert Savard

Útočníci: Scott Arniel, Andre Chartrain, Marc Crawford, Denis Cyr, Jeff Eatough, Guy Fornier, Jean-Marc Gaulin, Doug Gilmour, Dale Hawerchuk, John Kirk, Roy Russell.
 Rakousko
Brankáři: Arno Cuder, Andreas Phillip.

Obránci: Konrad Dörn, Rupert Hopfer, Bernard Hutz, Robert Kasan, Martin Platzer, Michael Salat.

Útočníci: Ewald Brandstätter, Manfred Frosch, Alexander Gruber, Dieter Haberl, Rudolf Hofer, Herbert Keckeis, Wolfgang Kocher, Günther Koren, Helmut Petrik, Günther Stockhammer, Walter Wolf, Dietmar Zach.

## Turnajová ocenění
|                            | Brankář       | Obránce         | Obránce         | Útočníci         | Útočníci         | Útočníci         |
| -------------------------- | ------------- | --------------- | --------------- | ---------------- | ---------------- | ---------------- |
| Ceny direktoriátu IIHF     | Lars Eriksson | Miloslav Hořava | Miloslav Hořava | Patrik Sundström | Patrik Sundström | Patrik Sundström |
| All-Star Tým (podle médií) | Lars Eriksson | Miloslav Hořava | Hakan Nordin    | Ari Lahteenmaki  | Patrik Sundström | Jan Erixon       |

### Produktivita
| Hráč            | G | A | Body |
| --------------- | - | - | ---- |
| Dieter Hegen    | 8 | 1 | 9    |
| Dale Hawerchuk  | 5 | 4 | 9    |
| Bobby Carpenter | 5 | 4 | 9    |
| Ari Latheemaki  | 5 | 4 | 9    |
| Vladimír Svitek | 5 | 4 | 9    |

## Skupina B
Šampionát B skupiny se odehrál ve Francii, postup na MSJ 1982 si vybojovali Švýcaři.

### Skupina A
|    |            | SUI  | NED  | DEN | YUG | V | R | P | Skóre | B |
| 1. | Švýcarsko  | ***  | 10:0 | 8:1 | 7:3 | 3 | 0 | 0 | 25:4  | 6 |
| 2. | Nizozemsko | 0:10 | ***  | 3:2 | 6:1 | 2 | 0 | 1 | 9:13  | 4 |
| 3. | Dánsko     | 1:8  | 2:3  | *** | 7:4 | 1 | 0 | 2 | 10:15 | 2 |
| 4. | Jugoslávie | 3:7  | 1:6  | 4:7 | *** | 0 | 0 | 3 | 8:20  | 0 |

### Skupina B
|    |         | NOR | POL  | ITA  | FRA | V | R | P | Skóre | B |
| 1. | Norsko  | *** | 6:5  | 5:5  | 9:3 | 2 | 1 | 0 | 20:13 | 5 |
| 2. | Polsko  | 5:6 | ***  | 12:1 | 8:4 | 2 | 0 | 1 | 18:10 | 4 |
| 3. | Itálie  | 5:5 | 1:12 | ***  | 6:4 | 1 | 1 | 1 | 12:21 | 3 |
| 4. | Francie | 3:9 | 4:8  | 4:6  | *** | 0 | 0 | 3 | 11:23 | 0 |

### Finále
|    |            | SUI   | NOR  | POL  | NED   | V | R | P | Skóre | B |
| 1. | Švýcarsko  | ***   | 4:4  | 5:2  | 10:0* | 2 | 1 | 0 | 19:6  | 5 |
| 2. | Norsko     | 4:4   | ***  | 6:5* | 8:1   | 2 | 1 | 0 | 18:10 | 5 |
| 3. | Polsko     | 2:5   | 5:6* | ***  | 7:0   | 1 | 0 | 2 | 14:11 | 2 |
| 4. | Nizozemsko | 0:10* | 1:8  | 0:7  | ***   | 0 | 0 | 3 | 1:25  | 0 |

- s hvězdičkou = zápasy ze základní skupiny.

### O 5. - 8. místo
|    |            | DEN  | ITA  | YUG  | FRA  | V | R | P | Skóre | B |
| 5. | Dánsko     | ***  | 7:4* | 5:1  | 7:6  | 3 | 0 | 0 | 19:11 | 6 |
| 6. | Itálie     | 4:7* | ***  | 8:3  | 4:4  | 1 | 1 | 1 | 16:14 | 3 |
| 7. | Jugoslávie | 1:5  | 3:8  | ***  | 6:4* | 1 | 0 | 2 | 10:17 | 2 |
| 8. | Francie    | 6:7  | 4:4  | 4:6* | ***  | 0 | 1 | 2 | 14:17 | 1 |

- s hvězdičkou = zápasy ze základní skupiny.

### Konečné pořadí
1.  Švýcarsko

2.  Norsko

3.  Polsko

4.  Nizozemsko

5.  Dánsko

6.  Jugoslávie

7.  Itálie

8.  Francie